# Río Foix
El río Foix (pronunciación en catalán: /foʃ/) es un río de escaso caudal que desemboca formando un pequeño delta en la playa de Cubellas (provincia de Barcelona). Su régimen de aguas es el típico de los ríos mediterráneos, estando caracterizado por no llevar gran volumen de agua durante el año excepto en los episodios de lluvias torrenciales de primavera y sobre todo de otoño. 
En la zona del río próxima a Castellet y Gornal hay una presa que retiene la mayor parte del caudal de agua que pasa por él. Esta presa se utiliza exclusivamente para almacenar agua, y no para conseguir energía eléctrica como en muchas otras. La cantidad de agua que fluye por el Foix es, debido al clima seco de la zona y la poca cantidad de afluentes, muy escasa.
La cuenca del Foix forma parte de las Cuencas Interiores de Cataluña gestionada por la Agencia Catalana del Agua.